# 李和声
李和声（1928年—2022年10月27日），原名李悟聖，香港金融界元老，慈善家。现任大唐金融集团董事会主席。前香港上海总会会长，有“捞底王”，“富豪御用经纪”，“御猫”之称。香港中文大学和聲書院以其名字命名。

## 生平
浙江宁波人，1928年出生于上海。本出自商业世界，父亲经营航运业。但正逢日本侵华战争，家道中落，辍学谋生，十多岁就在上海从事公债、股票、期货等的炒作生意。自己曾回忆道：“我14岁出来当学徒，17岁满师毕业，19岁自己开店……23岁到香港”。19岁时，在上海开设“生大永”金铺，从事黄金交易。
1946年，创办顺隆集团。1951年，移居香港，看好香港股市，任职于香港远东交易所，担任出市代表。1986年，成为香港联合交易所创会理事之一。
1987年，香港“股灾”。 李和声公司顺隆集团欠下逾億港币债务。李贱卖公司股票，抵押资产给银行，甚至抵押子女物业资产，在二位朋友相助下，缴清债务，渡过难关。
1997年，出任香港中文大学逸夫书院院董。任内多次捐资资助中大学生教研活动，并促成中大大陆学生联谊会，开香港大专院校此类社团之先河。而逸夫書院的李和聲自學中心（後改為香港歷史研究中心，沿用冠名）即以其命名。
1998年，香港金融危机，香港政府被迫入市干预股价。李和声的顺隆集团被选为抗击国际炒家（金融大鳄索罗斯）的证券行之一，李因此博得“御猫”之称。为了预防类似案例再次发生，李提出了三点建议：(1) 由香港财经专家、官员组成专责小组全方位研究未来对策。(2) 将期指结算由每月1次改作每3个月1次，一个月到期可以掉期指下个月，全部现货交收。(3) 维持联系汇率（港元与美元挂钩），但也允许港元汇率有一定的波动。
曾将顺隆集团以1.8亿港元，出售给当年有“上海首富”之称的周正毅，成为金融界成功案例。
2022年10月尾，因年高體弱、器官衰竭，在沙田威爾斯親王醫院與世長辭，終年95歲。

## 慈善记录
- 1993年，捐款1350万元港币予香港中文大学，创办上海总会科研技术中心。
- 2008年4月，在天津捐赠京剧“音配像”，支持京剧艺术。
- 捐建浙江大学“李和声经济与文化研究中心”。

## 社会任职
李和声身有很多社会兼职，包括：
- 证券界：
  - 香港证券交易所（简称“港交所”），创会理事
  - 香港证券商协会，名誉会长
  - 香港证券经纪业协会，名誉顾问
- 同乡联谊会：
  - 香港上海总会，理事长、永遠名譽會長、榮譽創會會長
  - 香港浙江同乡联合会，名誉会长
  - 香港蘇浙滬同鄉會，會董
  - 香港寧波同鄉會，名譽會長
- 高等教育界：
  - 上海复旦大学，第四屆校董
  - 上海同濟大學，榮譽常務校務委員
  - 香港中文大学，校董
  - 浙江大学，名誉教授
  - 华中科技大学，名誉教授
- 区域地方任职：
  - 香港特別行政區第一行政長官推選委員會，委員
  - 香港特別行政區第二行政長官推選委員會，委員
  - 天津市政府，金融顾问
  - 上海市海外联谊会，常务理事
  - 上海市慈善基金会，创会理事
  - 中國太平洋經濟合作全國委員會，委員
- 艺术界：
  - 中国梅兰芳京剧艺术基金会，名誉会长
  - 中国京剧艺术基金会，理事
- 慈善界
  - 香港勤+緣慈善基金，董事

## 荣誉
- 1995年，获得中华人民共和国文化部“金菊獎”。
- 2011年，获得香港中文大学荣誉博士学位。
- 天津市荣誉市民称号。

## 馬主生涯
李和声和兒子李德麟（William）、李德楨（Frankie）是香港賽馬會會員，早於1970年代中後期，李和声已在香港擁有名下馬匹，包括「來歡樂」、「龍取水」、「力士」、「大唐雄風」、「金牛」、「大唐勇士」、「大唐勇將」。